# Łażyn (gmina Solec Kujawski)
Łażyn – osada leśna w Polsce, położona w województwie kujawsko-pomorskim, w powiecie bydgoskim, w gminie Solec Kujawski. Położone w jej rejonie dawne miejscowości Łażyn Mały (niem. Kleinwalde) i Łażyn Duży zostały opuszczone, a ich resztki – wraz z położonym na wzniesieniu cmentarzem – są już mało widoczne.
W latach 1975–1998 miejscowość administracyjnie należała do województwa bydgoskiego.